# Епархия Форт-Портала
Епархия Форт-Портала (лат. Dioecesis Arcis Portal) — епархия Римско-Католической Церкви с центром в городе Форт-Портал, Уганда. Епархия Форт-Портала входит в митрополию Мбарары.

## История
21 февраля 1961 года Римский папа Иоанн XXIII издал буллу Cum sit omnis, которой учредил епархию Форт-Портала, выделив её из епархии Мбарары.
9 августа 1965 года и 6 марта 1989 года епархия Форт-Портала передала часть своей территории для возведения новых епархий Хоймы и Касесе.

## Ординарии епархии
- епископ Vincent J. McCauley CSC[1] (21.02.1961 — 16.11.1972);
- епископ Serapio Bwemi Magambo (16.11.1972 — 17.06.1991);
- епископ Paul Lokiru Kalanda (17.06.1991 — 18.03.2003);
- епископ Robert Muhiirwa (18.03.2003 — по настоящее время).

## Источник
- Annuario Pontificio, Libreria Editrice Vaticana, Città del Vaticano, 2003, ISBN 88-209-7422-3
- Булла Cum sit omnis, AAS 53 (1961), стр. 597  (лат.)